# Ambrogio Bollati
Ambrogio Bollati (Zibido San Giacomo, 26 novembre 1871 – Roma, 26 marzo 1950) è stato un militare, storico e politico italiano.

## Biografia
Entrato a quattordici anni nell'accademia militare di Roma nel 1890 è sottotenente nello Stato maggiore di artiglieria ed effettivo alla scuola di applicazione d'artiglieria e genio. Promosso tenente ed assegnato al 27º reggimento d'artiglieria il 16 dicembre 1895 parte per l'Africa con la decima brigata da Fortezza e prende parte alla guerra di Abissinia. Rientrato in Italia è assegnato alla 7ª brigata da Fortezza e al 1º reggimento d'artiglieria per essere poi comandato al corpo di Stato Maggiore, assegnato alla divisione di Napoli.
Nel 1903, promosso capitano, è inizialmente destinato al 2º reggimento d'artiglieria e quindi al comando dell'11º corpo d'armata. Nella prima guerra mondiale, col grado di maggiore, è inviato in territorio di guerra al comando del 7º artiglieria, successivamente assegnato allo Stato maggiore, viene promosso tenente colonnello e inviato sul fronte albanese, a Corfù e nei Balcani. Alla cessazione del conflitto, promosso colonnello per meriti speciali, è capo di Stato maggiore del XX corpo d'armata mobilitato e ufficiale di collegamento tra i ministeri della guerra e delle colonie. Tra il 1919 e il 1925 svolge numerose missioni per conto del ministero della guerra in Tripolitania, Cirenaica e Libia.
Promosso generale di brigata assume l'incarico di caporeparto presso lo Stato maggiore del Regio esercito e, con funzioni di colonnello, ispettore di mobilitazione presso la divisione militare territoriale di Milano. Nel 1930 è nominato comandante della 24ª divisione territoriale di Chieti col grado di generale di divisione. Conclude la sua carriera come giudice supplente al supremo Tribunale militare. Si congeda il 10 ottobre 1935 per raggiunti limiti di età col grado di generale di corpo d'armata.
Nominato senatore a vita nel 1939 viene destituito dall'Alta corte di giustizia per le sanzioni contro il fascismo con sentenza del 16 novembre 1944, confermata dalla Cassazione l'8 luglio 1948.
Il 28 aprile 1937 divenne socio dell'Accademia delle scienze di Torino.

## Opere

### Scritti
- L'Africa di sud-ovest: terreno e abitanti, i nostri combattimenti, valore della colonia. Tipografia italo-orientale, 1913
- La guerra dell'avvenire. Stabilimento poligrafico per l'Amministrazione della guerra, 1923
- Carlo Emanuele I. Italia: s. n., 1927
- Le prime quattro battaglie dell'Isonzo secondo le relazioni del Comando della 5. Armata austro-ungarica. Tipografia regionale, 1929
- Riassunto della Relazione dell'Archivio di Stato germanico sulla guerra mondiale 1914-1918. Tipografia regionale, 1933
- Un'offensiva britannica inutile e dannosa: Passchendaele. s. n., a. XIII dell'E.F. 1933-34
- La relazione ufficiale austriaca su la guerra 1914-1918. Società Anonima La nuova antologia, 1934
- L'ultima guerra dell'Austria-Ungheria, 1914-18: relazione ufficiale compilata dall'Archivio di guerra di Vienna. Istituto Poligrafico dello Stato, 1934
- Le notizie false nella guerra. Societa anonima La nuova antologia, 1935
- Gorizia e le battaglie dell'autunno 1916. Corbaccio, 1935 (Varese, La Tipografica)
- L'eroico fante italiano nelle sanguinose battaglie dell'Isonzo 1915: Riconoscimenti della relazione austriaca. Rassegna Italiana, 1935
- L'eroico fante italiano nelle aspre lotte del 1916 e del 1917. s. n., 1935
- L'ultima guerra dell'Austria-Ungheria, 1914-18: relazione ufficiale compilata dall'Archivio di guerra di Vienna. Istituto Poligrafico dello Stato: 1935
- Gorizia e le battaglie dell'autunno 1916 in Storia della guerra italiana. Corbaccio, 1935
- I rovesci britannici: Fiandre 1917, Piccardia 1918. Ardita, a. XIV, 1935-1936
- Enciclopedia dei nostri combattimenti coloniali fino al 2 ottobre 1935. Einaudi, 1936
- I rovesci più caratteristici degli eserciti nella guerra mondiale: 1914-1918. Einaudi, 1936
- L'occupazione totalitaria dell'Etiopia. s. n., 1937
- Cesare Battisti. Zucchi, 1937
- Sino alla liberazione di Gijon: 18 luglio 1936-21 ottobre 1937 in La guerra di Spagna: sintesi politico militare, Einaudi, 1937
- La guerra di Spagna: sintesi politico militare (con Giulio Del Bono). Einaudi, 1937-1939
- Somalia italiana. Unione Ed. D'Italia, 1938 (Azienda Tip. Ed. Nazionale Anonima), disponibile su Google Books
- La difesa dell'Impero coloniale francese. Rivista delle colonie, 1938
- Gli italiani nelle armate napoleoniche: 1796-1814. Bologna: Cappelli, 1938
- La conquista dell'impero e i critici militari stranieri. Roma: Nuova Antologia, stampa 1938
- La battaglia del Piave e di Vittorio Veneto nella relazione ufficiale austriaca. La Rassegna Italiana, 1938
- La guerra sul fronte sud etiopico. Rivista delle Colonie, 1939
- Valore italiano in terra d'Etiopia. Rassegna italiana, 1939
- La letteratura sul conflitto etiopico. Mondadori, 1939
- Il Congo belga. ISPI, stampa 1939
- Dalla liberazione di Gijon alla vittoria, in La guerra di Spagna: sintesi politico militare. Einaudi, 1939
- Le operazioni militari nelle colonie tedesche durante la guerra mondiale. Rivista delle Colonie, 1939
- La guerra di Spagna: dalla liberazione di Gijon alla vittoria: sintesi politico militare (con Giulio Del Bono). Einaudi, 1939
- La guerra in Europa e nell'oltremare dal 20 agosto al 10 settembre. Rivista delle colonie, 1940
- La campagna germanica in Polonia, settembre ottobre 1939 (con Giulio Del Bono). Unione Editoriale D'Italia, 1940
- Il Congo belga: Con una carta a colori e Cinque in nero. Istituto per gli Studi di Politica Internazionale, 1940
- Gli antecedenti del conflitto. Unione editoriale d'Italia, stampa 1941
- L'Europa contro il bolscevismo. Editrice La Verità, 1942
- Perché la guerra con Stalin? Latium, 1942
- L'Europa in Africa: studio storico-politico. Latium, 1943
- Letteratura di spionaggio. Nuova Antologia: rivista di lettere, scienze ed arti
- L'ultima guerra dell'Austro-Ungheria (1914-1918). Nuova Antologia: rivista di lettere, scienze ed arti

### Traduzioni
- Paul Von Hindenburg. Dalla mia vita. Stabilimento poligrafico per l'amministrazione della guerra, 1923
- Archivio di Stato Germanico. La guerra mondiale 1914-1918 / compilazione dell'Archivio di Stato Germanico. Libreria dello Stato, 1928
- Karl von Clausewitz. Della guerra. Milano: A. Mondadori, c1970 (con Emilio Canevari).
- Berthold Deimling. L'Africa di Sud-Ovest (Terreno e abitanti, i nostri combattenti, valore della colonia): Conferenza tenuta in parecchie città tedesche. Tip. Italo Orientale, 1913
- Erich Von Falkenhayn. Il comando supremo Tedesco dal 1914 al 1916 nelle Sue decisioni più importanti. Stabilimento Poligrafico Per L'amministrazione Della Guerra, 1923.
- Archivio di Vienna. L'anno di guerra 1914, carte e schizzi. Istituto poligrafico dello Stato, 1934
- Archivio di Vienna. L'ultima guerra dell'Austria Ungheria 1914-1918: relazione ufficiale. Istituto poligrafico dello Stato, anno non indicato.
- Archivio di Vienna. L'anno di guerra 1914 in L'ultima guerra dell'Austria Ungheria 1914-1918: relazione ufficiale. Istituto Poligrafico dello Stato, 1934